# Grand Designs
Grand Designs («Історії Дизайну») — передача про дизайн, архітектуру, будівництво.  Виробляється для британського Channel 4 і ретранслюється безліччю інших каналів, у тому числі в Росії на каналі Discovery Travel & Living (НТВ+). Виходить о 18:00 за московським часом, в 17:00 — за київським часом.
З 5 червня 2020 р. реаліті-шоу «Грандіозні проєкти: вулиця» транслюється на суспільному телеканалі UA: Перший.

## Ведучий
Ведучий програми — Кевін МакКлауд (Kevin McCloud). Він допомагає учасникам, наприклад, проектує ландшафтний дизайн.
Кевін стежить за будівництвом від початку до кінця, коментує процес і висловлює свою остаточну думку про проект.

## Особливості програми
- 3D-моделі на екрані.  На початку передачі показана об’ємна модель будинку, його планування, приблизне розташування меблів і зовнішня обробка.

## Зовнішні посилання
- Grand Designs [Архівовано 30 жовтня 2019 у Wayback Machine.] на Channel4.com
- Grand Designs Live [Архівовано 18 грудня 2020 у Wayback Machine.]
- Grand Designs Magazine [Архівовано 1 листопада 2020 у Wayback Machine.]
- Grand Designs Australia Official Website [Архівовано 2 червня 2013 у Wayback Machine.]
- Grand Designs на сайті IMDb (англ.)
- Grand Designs: Trade Secrets на сайті IMDb (англ.)